# Glacier de la Thendia
Le glacier de la Thendia est un glacier de France situé dans le massif du Mont-Blanc, sur la commune de Chamonix-Mont-Blanc.
Le glacier se trouve sur l'ubac de l'aiguille de la République, à environ 2 500 mètres d'altitude et s'écoule vers le nord-est en direction de la Mer de Glace.

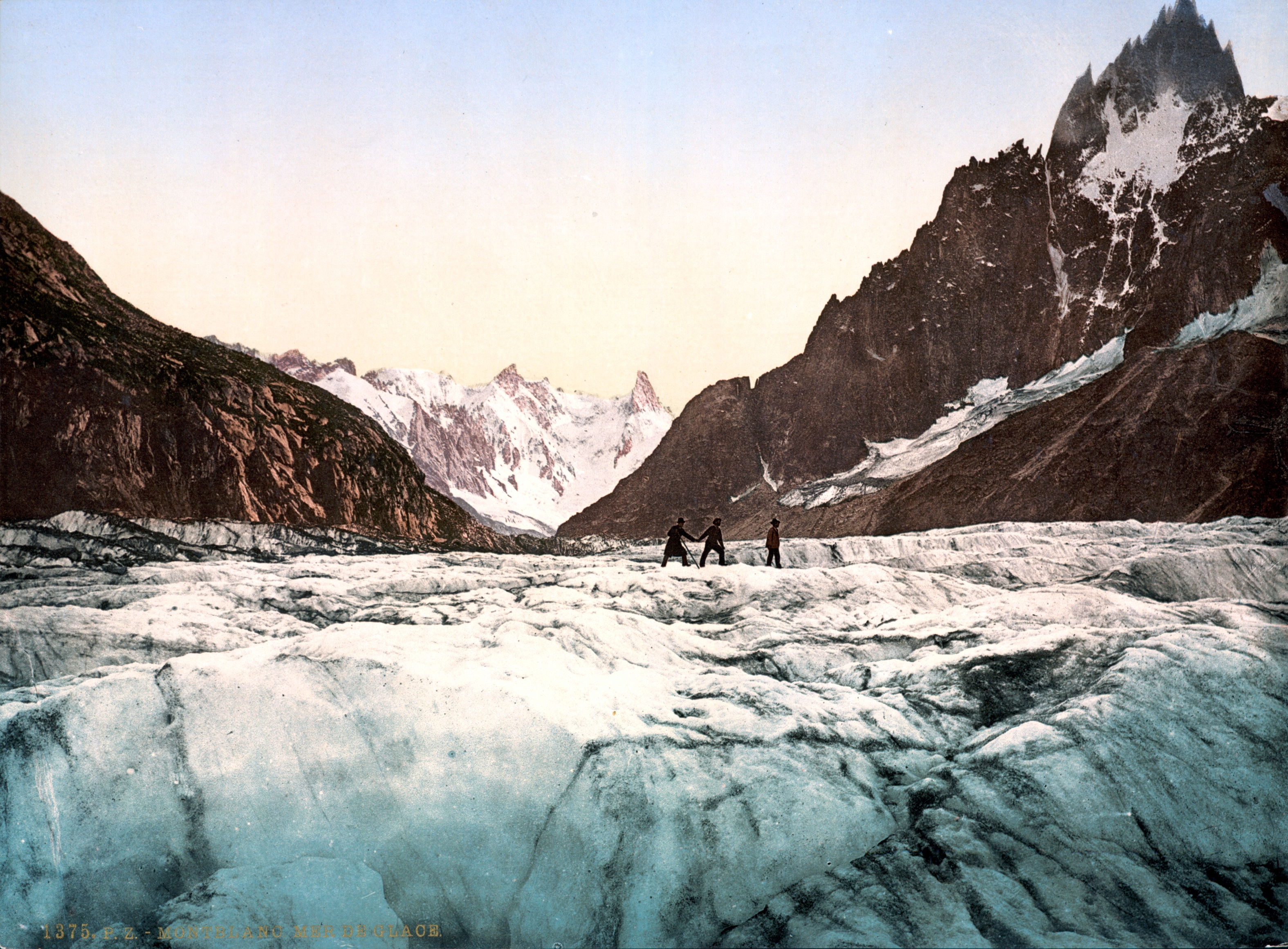
Le glacier de la Thendia au pied de l'aiguille de la République depuis la Mer de Glace dans les années 1890.